# Neproma
Neproma,  voorheen NV Nederlandsche Poetsdoeken Maatschappij, was een bedrijf in de Nederlandse stad Arnhem. Het heeft bestaan van 1905 tot 1991 en was lang gevestigd aan de Amsterdamseweg, direct ten noorden van station Arnhem. Het was een poetsdoekenweverij en een chemische wasserij van gebruikte industriële poetsdoeken.

## Geschiedenis

### 1905 - 1935

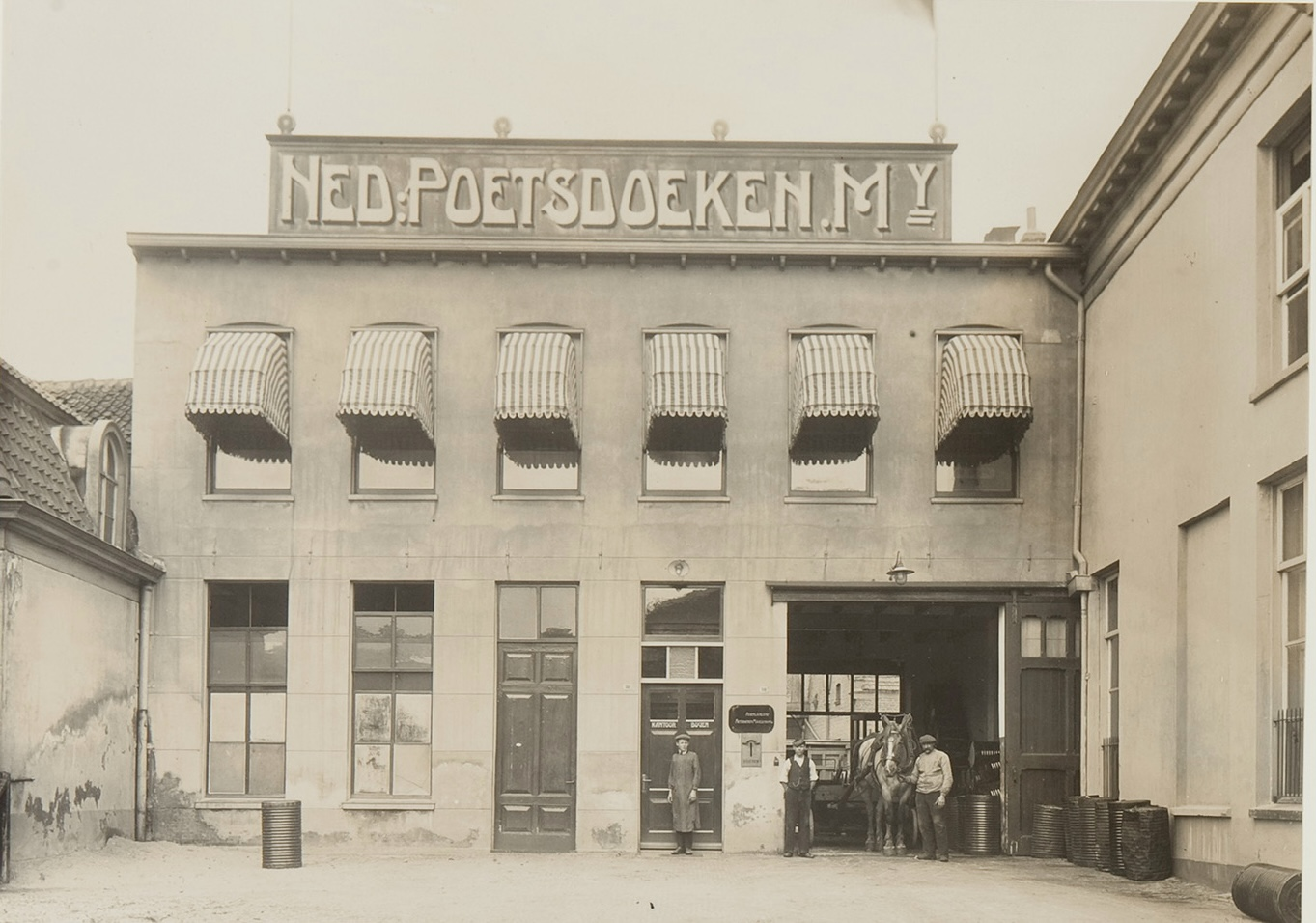
Ned.Poetsdoeken Mij. Anno 1906

Het bedrijf is in de eerste jaren van de twintigste eeuw opgericht als 'Nederlandsche Poetsdoeken Maatschappij'. De vennoten waren J.W. Meijer (directeur), B. Eikendal (commissaris), S.J. Hijmans (commissaris) en G.J. Nieuwenhuis (commissaris). Als klanten had men stoombootmaatschappijen waaronder de Rotterdamsche Lloyd, de Koninklijke Hollandse Lloyd, een aantal elektriciteitscentrales, elektrische trammaatschappijen en de Maatschappij Werkspoor. Het bedrijf was de eerste jaren gevestigd aan de Bakkerstraat in het centrum van Arnhem, in een pand genaamd De Olde Munte, een 18e-eeuws patriciërshuis. In 1905 werd het landgoed Marienburg, aan de Amsterdamseweg aangekocht om daar een nieuwe fabriek te bouwen. Toenemende vraag zorgde voor grote veranderingen. Men opende in 1909 een fabriek in Aalst (België) en in 1912 werd aan de Amsterdamseweg de nieuwe poetsdoekenweverij en wasserij gebouwd. Ook besloot het bedrijf een filiaal te openen aan de Singel te Amsterdam.
In 1917 overleed directeur Meijer, hij werd opgevolgd door J.H. Budde die al binnen het bedrijf werkzaam was.
In 1930 telde het bedrijf telde anno 1930 circa 85 personeelsleden.

### 1935 - 1970

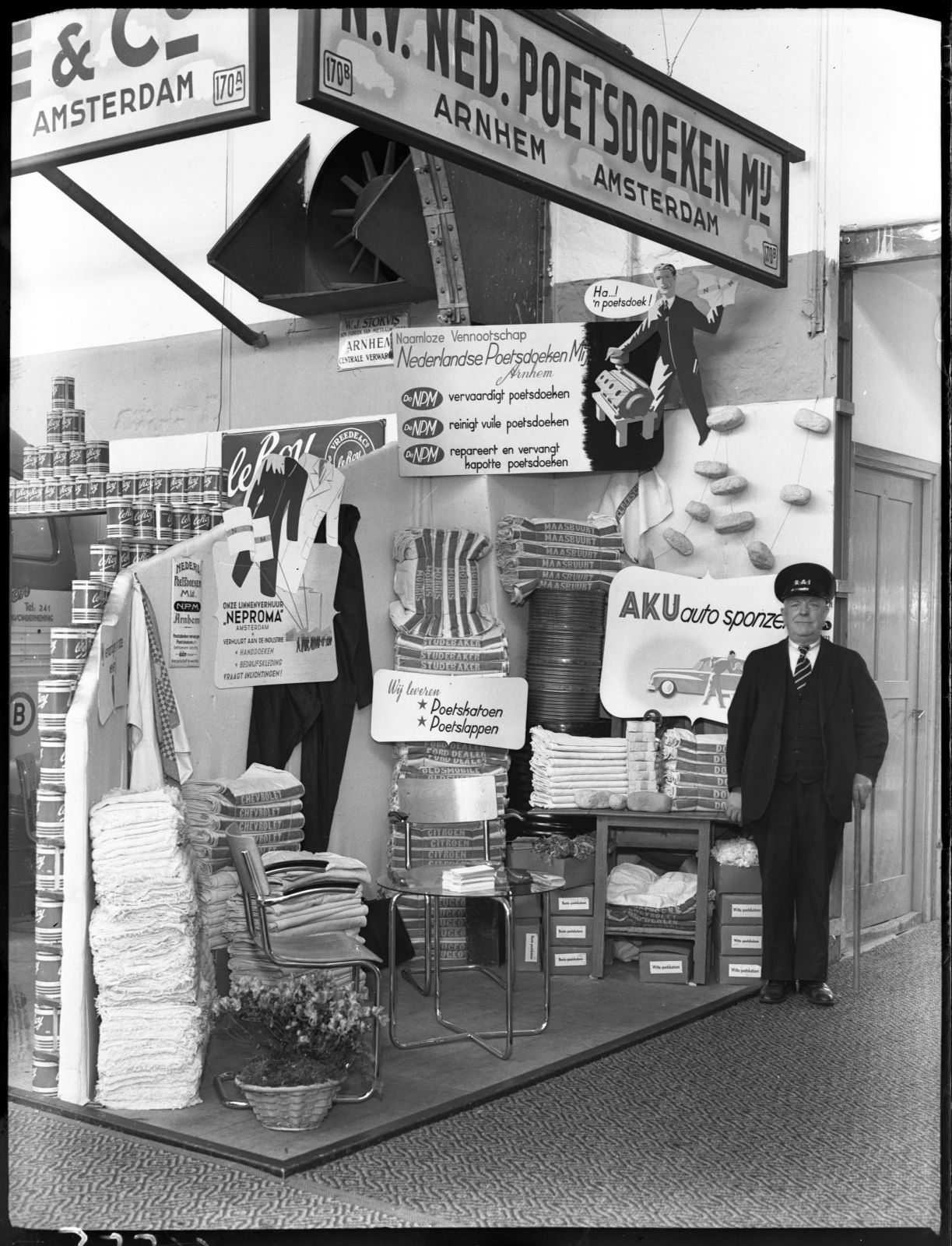
Stand van de Ned. Poetsdoeken Mij. op de RAI in 1948

In 1935 startte het bedrijf met de verhuur van linnen goederen en bedrijfskleding, onder de naam 'Neproma'. De naam was afgeleid van NEtjes-PRoper-MAkkelijk. Het bedrijf opende hiertoe nog eens drie vestigingen, in Rotterdam, Utrecht en Nijmegen. Deze uitbreiding en verbreding zorgde voor nog meer economische groei en werkgelegenheid.
De Tweede Wereldoorlog zorgde voor schaarste van brandstof en logistieke problemen. Hierdoor stagneerde de groei een aantal jaren. In 1944 werd de fabriek geëvacueerd en lagen weverij en wasserij in Arnhem tot aan de bevrijding helemaal stil. In Amsterdam kon men nog doorwerken. Toen na de oorlog de economie aantrok kon het bedrijf de verhuur van de linnen producten aan de industrie en scheepvaart verder vormgeven. Het ging hierbij om handdoeken, droogloopmatten, overalls en dergelijke

### 1970 - 1992
Het bedrijf werd in 1973 eigendom van het Deense ISS (International Service Systems) en de naam werd veranderd in ISS Neproma. In 1976 voegde het Deense moederbedrijf de grootste concurrent van Neproma, het in Apeldoorn gevestigde Karreman Textielreiniging, toe aan de organisatie. Hierdoor ontstond het grootste textielreinigingsbedrijf van Nederland. Het telde meer dan 400 werknemers, verdeeld over vestigingen in Nederland, België en Duitsland.
De linnenweverij in Arnhem werd in 1978 gesloten. De omzet was sterk teruggelopen door concurrentie uit lagelonenlanden. In 1979 verhuisde het bedrijf naar de P. Callandweg op een nabij gelegen industrieterrein. Electrolux Holding Nederland werd vervolgens eigenaar. 
In 1988 kwam het Neproma in het nieuws omdat men een methode had ontwikkeld om olie te winnen uit de te reinigen poetsdoeken. De methode was ontwikkeld in samenwerking met het Nijmeegse bedrijf Smit Ovens en Akzo Arnhem en zou een opbrengst van 15000 liter olie per week kunnen realiseren. Een jaar later kwam het bedrijf opnieuw met een innovatie waarbij men er in geslaagd was om het reinigingswater te destilleren en het overbleven slib/sludge te hergebruiken als brandstof voor het reinigingsproces van de poetsdoeken hetgeen een veel minder zware belasting voor het milieu betekende.
In 1991 werd Neproma verkocht aan het Deense Sophus Berendsen. Op dat moment telde het bedrijf vijf vestigingen en 450 werknemers. De bedrijfsnaam werd veranderd in Berendsen Textielreiniging.

## Neproma-affaire
Na de vestiging van het bedrijf aan de Amsterdamseweg was de directe omgeving steeds dichter bebouwd geraakt. In 1952 lag het midden in een woonwijk. De buurt ondervond overlast van roetdeeltjes die door Neproma werden uitgestoten. Het veroorzaakte ademklachten en bevuilde de te drogen hangende was. Men wilde dat de gemeente maatregelen nam en zocht de publiciteit.
Nadat in 1979 de Neproma verhuisd was en de gebouwen met bijbehorend terrein meer dan twaalf jaar leeg hadden gestaan ontwikkelden een vastgoedbedrijf uit Den Haag en de gemeente Arnhem in 1991 plannen om het terrein een nieuwe bestemming te geven in de vorm van een kantorencomplex. Tijdens het bouwrijp maken van de grond werd duidelijk dat het terrein zwaar vervuild was. Er borrelde chemische oplosmiddelen op uit de grond, waarbij giftige gassen vrij kwamen. Deze vervuiling was veroorzaakt door het jarenlang op zeer grote schaal chemisch wassen van verontreinigde poetsdoeken die afkomstig waren uit onder meer garages, chemische bedrijven en de grafische industrie.

### Onderzoek
Ernstige gezondheidsklachten bij omwonenden vormden aanleiding tot onderzoek naar aard en omvang van de vervuiling. Hieruit bleek dat het hele gebied zwaar verontreinigd was met chloorhoudende reinigingsmiddelen. Het grondwater bleek tot op een diepte van 20 tot 25 meter te zijn vervuild met de chemische oplosmiddelen 'Per' (Tetrachlooretheen) en 'Tri' (Trichlooretheen) die gebruikt waren in de wasserijen. De dampen van de oplosmiddelen in de bodem kwamen via de kruipruimtes in de woningen terecht. Bij de helft van de onderzochte omwonenden werd een te hoge concentratie oplosmiddelen in het lichaam gemeten. De gemeente Arnhem moest direct maatregelen nemen om er voor te zorgen dat de gezondheid van de bewoners niet verder in gevaar kwam. De kruipruimtes van zo'n vijftig woningen werden geïsoleerd en van extra ventilatie te voorzien.

### Sanering
Vanaf 1994 nam men maatregelen om verdere verspreiding van het giftige grondwater in de omgeving van het voormalige Neproma-terrein te voorkomen. Acht jaar lang werd het grondwater dat de giftige gassen veroorzaakte weggepompt. Vervuild grondwater werd vanaf 30-40 meter diepte via een pijpleiding afgevoerd naar het vier kilometer verderop gelegen industriepark Kleefse Waard. Daar werd het hergebruikt als industriewater. In 2002 begon de daadwerkelijke bodemsanering. De vervuilde grond op het terrein en in de tuinen van de omliggende woningen werden tot op een diepte van twee meter afgegraven en vervangen door schone grond. In 2007 was deze operatie afgerond en verklaarde de gemeente Arnhem het gebied veilig. De vervuiling leverde geen risico meer op voor de volksgezondheid. Het grondwater werd nog jarenlang in de gaten gehouden.

## Nieuwbouw
Het kantoorbouwplan voor het voormalige fabrieksterrein vlak bij Station Arnhem Centraal vond geen doorgang. Ondanks dat de grond definitief was schoon verklaard bleef het terrein weer jarenlang braak liggen. In 2017 werd het plan Arnhemse Heeren gepresenteerd, dit betrof de bouw van negentien luxe stadsvilla’s. Het bouwproject van Kondor Wessels en Bouwfonds Property Development werd dertig jaar na het begin van de sanering van de door Neproma veroorzaakte vervuiling in 2022 opgeleverd.